# 真保正子
真保 正子（眞保 正子、しんぼ まさこ、1913年1月22日 - 1995年12月19日）は、日本の陸上競技選手・指導者。元大谷女子大学教授。日本陸上競技連盟終身1種審判員。長野県上田市出身で、長野県初の女子オリンピック選手である。上田高等女学校（現在の長野県上田染谷丘高等学校）、日本女子体育専門学校（現在の日本女子体育大学）卒業。

## 略歴
1913年（大正2年）、長野県小県郡上田町新田（現・上田市上田新田）に生まれる。父は大工の棟梁で、長野県師範学校の校舎を建てた人物である。上田尋常小学校（現・上田市立清明小学校）時代はドッジボールが得意で、松井須磨子に憧れて女優を目指していた。母の助言で上田高等女学校（現・長野県上田染谷丘高等学校）に進学し、姉と同じ陸上競技部に入部した。女学校時代はスプリンター、跳躍選手として鳴らし、「第二の人見絹枝」と言われ、大男と相撲を取って勝利したという話が残っている。
1930年（昭和5年）、姉のいる日本女子体育専門学校（現・日本女子体育大学）入学のために上京し、環境の変化から体重が増加。入学してすぐの第6回女子陸上競技大会（4月26日・4月27日、明治神宮外苑競技場）に走幅跳で出場するも、人見絹枝の跳躍の前にあっさりと予選敗退した。この試合を見ていた上田小時代の恩師の助言で、やり投に転向した。1931年（昭和6年）、人見の持つ日本記録を更新する38m20を投げて1932年ロサンゼルスオリンピックの日本代表の座を射止めた。1932年（昭和6年）、19歳で日本女子体育専門学校を卒業し、校長の二階堂トクヨから学校に残ることを勧められるも、姉が病気のためこれ以上両親に苦労をかけたくないから、と大阪府立泉尾高等女学校（現・大阪府立泉尾高等学校）に就職した。二階堂はその後、真保にバラの絵葉書を送っている。
1932年（昭和7年）6月、東京・神田のYWCAで強化合宿に参加し、英会話や礼儀作法のレッスンも受けた。6月30日に横浜港から大洋丸で出航した。船内食の本格的なフランス料理に舌鼓を打ちつつ、甲板で練習を積んだ。7月30日、ロサンゼルスオリンピック陸上女子やり投に出場、39m07の日本新記録を樹立して4位に入賞した。予選通過時点では3位であったためメダルが期待されたが、決勝でティリー・フライシャー（ドイツ）に抜かれ4位となった。この時、真保は嬉しいやら悲しいやらで涙が止まらなかったといい、表彰式でのThe forth place, Masako Shimpo, Japan. のアナウンスは生涯忘れ得ぬ思い出となった。故郷の上田駅に帰り着くとブラスバンドの演奏で出迎えられ、母校の上田高女ではやり投の模範演技を披露し、市民から歓迎を受けた。オリンピックに出発するときには壮行会がなかったため、帰国後の大歓迎に真保は驚いた。この真保のロサンゼルスオリンピックでの4位は、2024年パリオリンピックで北口榛花が金メダルを獲得するまで92年間、日本女子やり投のオリンピック最高成績として残った。
1934年（昭和9年）の第4回世界女子五輪ではロンドン大会で37m62を投げて4位入賞、ポーランド大会では40m32の日本新記録を樹立する活躍を見せた。大会後、大阪第二師範学校（現・大阪教育大学）女子部に異動。1946年、第1回国民体育大会で優勝。
1947年（昭和22年）から1970年（昭和45年）まで大阪府教育委員会体育指導主事を務め、1970年（昭和45年）に大谷女子大学（現在の大阪大谷大学）教授に就任し、1981年（昭和56年）に定年退職。この間、大阪陸上競技協会参与、大阪女子体育連盟会長、日本フォークダンス連盟評議員を務めたほか、1964年東京オリンピックでは日本陸上競技連盟終身一級審判員として競技場に立った。1977年（昭和52年）には日本女子体育大学の同窓会である松徳会の会長に就任し、1981年（昭和56年）10月30日に「日本女子体育研修会館」を建設して学校法人二階堂学園に寄贈した。1985年（昭和60年）、体育界への貢献により、勲五等宝冠章を受章した。1992年（平成4年）、眼病と左膝関節の病の療養のため、松徳会会長を退任する。
私生活では20歳年上の柳本泰司と1946年（昭和21年）に結婚したが、真保の姓を変えたくなかったため、入籍はしなかった。晩年は亡夫の一族が経営する老人ホームに理事として入り、フォークダンスの指導に従事。大阪フォークダンス協会の設立に尽力するなど、福祉活動でも活躍した。1995年（平成7年）、病死。

## 人物
がっしりとした体格で、胸を張って、大きな声で関西弁で話し、全く動じない人物であった。日本女子体育研修会館の建設に際して、「女子には無理」と冷ややかな言葉を浴びせる人もいたが、同窓生や企業、体育・スポーツ関係者からの寄付を受けて成し遂げた。人脈は広く、面識がない後輩が訪れても親身になって相談に乗り、就職先の斡旋もしていた。
藤吉久美子主演のNHK朝の連続テレビ小説「よーいドン」で、藤吉に走法指導を行った。
当時としては珍しいサウスポー。身長164cm、体重60kgと決して体格的には恵まれていなかったが、類いまれな技術と集中力で世界のトップ選手と渡り合った。
父・母・姉との4人家族。姉は胸の病気で33歳で他界している。

## 関連書籍
- 『来し方の記〈5〉平林英子.真保正子.真田淑子.高野悦子 (信毎選書〈8〉)』（信濃毎日新聞、1983/4）